# تهران (فیلم ۱۹۴۶)
تهران (به انگلیسی: Tehran) یک فیلم درام و دلهره‌آور بریتانیایی-ایتالیایی محصول سال ۱۹۴۶ به کارگردانی جاکومو جنتیلومو و ویلیام فرشمن است. درک فار در نقش یک مأمور اطلاعاتی بریتانیاست که متوجه می‌شود عده‌ای قصد دارند تا در طول سفر فرانکلین دلانو روزولت به تهران برای شرکت در کنفرانس تهران او را ترور کنند. این اتفاق در طول جنگ جهانی دوم رخ می‌دهد.

## داستان
در سال ۱۹۴۳، چرچیل، استالین و روزولت در کنفرانس تهران برای توافق بر سر برنامه‌های حمله متفقین به اروپا ملاقات کردند. روزنامه‌نگار بریتانیایی پمبرتون گرانت (درک فار) در حالی که تلاش می‌کند بالرین ناتالی تروبتزین (مارتا لابار) را که قبل از شروع جنگ با او آشنا شده بود، ردیابی کند، یک توطئه مرگبار را کشف می‌کند. توطئه که توسط پل شرک (منینگ وایلی) رهبری می‌شود، دلالان بین‌المللی اسلحه را درگیر می‌کند، که توانایی مالی ندارند، و نمی‌خواهند صلح اعلام شود و قصد دارند رئیس‌جمهور روزولت را در طول سفر منفجر کنند.

## ساخت
این فیلم در استودیو اسکالرای رم فیلمبرداری شده است.